# حمزة مراد
حمزة مراد (1 يناير 1953 - ) هو لاعب كرة قدم تونسي يلعب كمهاجم.